# Ayuntamiento de Londres (Newham)
El Ayuntamiento de Londres (en inglés: London City Hall), situado en el borough de Newham en el este de Londres (Reino Unido), es la sede de la Greater London Authority, el gobierno regional del Gran Londres. Sustituyó al anterior ayuntamiento, situado en Southwark, en enero de 2022. El edificio data de 2012 y albergó previamente un centro de exposiciones denominado The Crystal. Está situado junto al renovado Royal Victoria Dock en Canning Town, a poca distancia del término norte del teleférico de Londres y de la estación Royal Victoria del Docklands Light Railway.

## Historia

### Centro de exposiciones y conferencias
The Crystal fue construido como parte del proyecto Green Enterprise District, que abarca gran parte del este de Londres. El edificio fue diseñado por Perkins+Will (acondicionamiento y concepto) y Wilkinson Eyre Architects (núcleo y fachada), con Arup como ingenieros civiles y de edificación, y Townshend Landscape Architects como arquitectos paisajistas. Event Communications fueron los diseñadores de las exposiciones, responsables de la planificación interpretativa, el diseño de las exposiciones, la dirección creativa, el diseño gráfico, la dirección de los medios y la construcción de los espacios de exposiciones. Fue el primer edificio que alcanzó los reconocimientos de sosteniblidad más altos de los dos organismos de acreditación más importantes del mundo, LEED platino y BREEAM sobresaliente.
Cuando fue inaugurado, The Crystal contenía una exposición permanente sobre el desarrollo sostenible y era propiedad de Siemens. En 2016, Siemens vendió el edificio a la Greater London Authority, que lo compró para usarlo como base del proyecto de 3500 millones de libras del alcalde de Londres para regenerar los Royal Docks. Después de que Siemens desocupara el edificio en 2019, fue usado por el equipo de regeneración de los Royal Docks, pero una gran parte del edificio permaneció vacía.

### Ayuntamiento

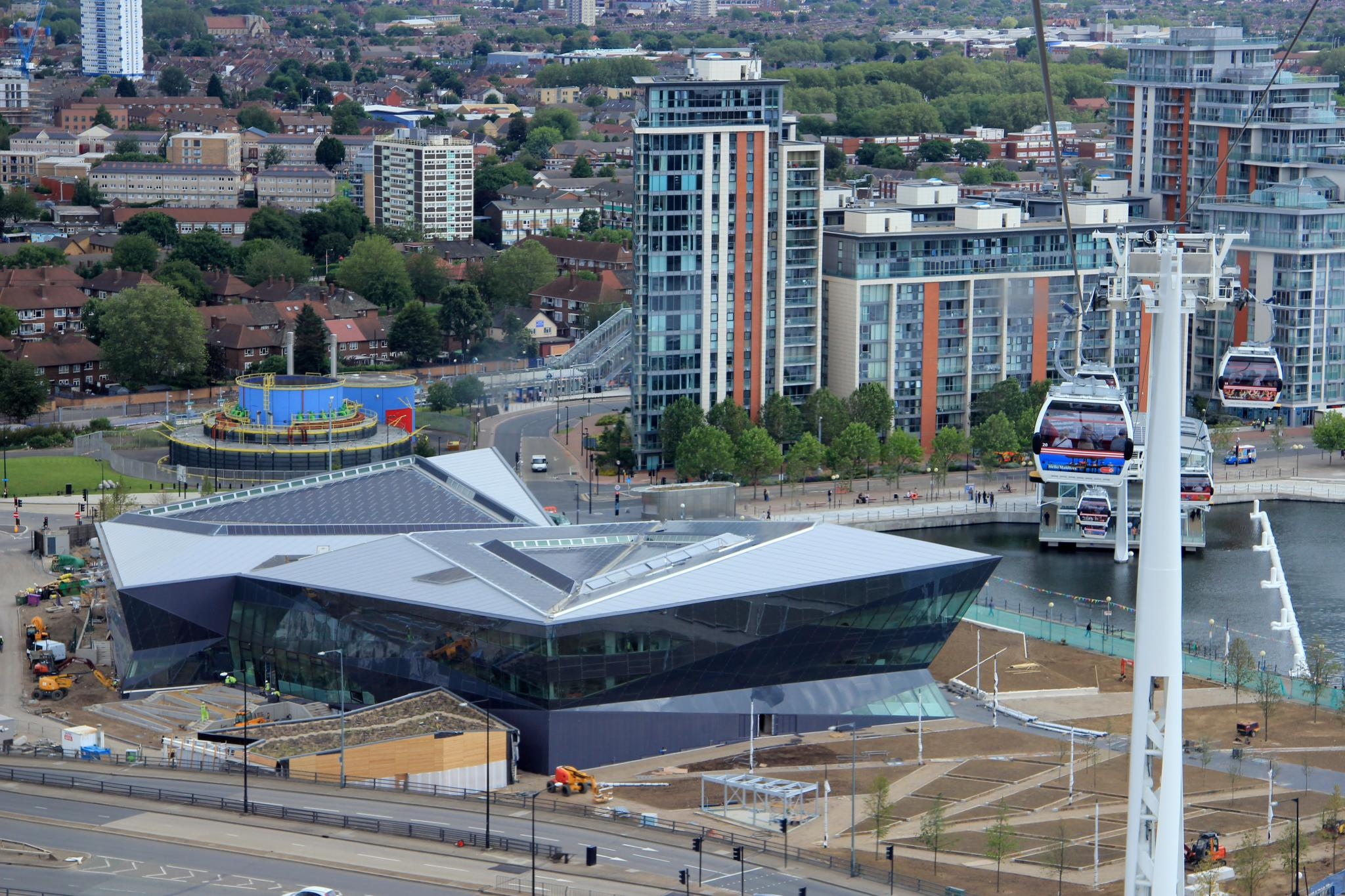
Vista aérea del edificio desde el teleférico de Londres.

En junio de 2020, el alcalde de Londres, Sadiq Khan, anunció que estaba realizando consultas sobre trasladar la sede de la Greater London Authority del entonces Ayuntamiento de Londres en Southwark a The Crystal para ahorrar 55 millones de libras a la Greater London Authority durante un periodo de cinco años. La decisión fue confirmada el 3 de noviembre de 2020, y el Consejo del Borough de Newham autorizó el cambio de uso del edificio en diciembre de 2020. El traslado se completó en la tercera semana de enero de 2022, con algo de retraso respecto a la fecha de inauguración prevista en diciembre de 2021. El edificio fue renombrado City Hall (Ayuntamiento) en diciembre de 2021.

## Arquitectura
La parcela tiene una superficie total de 18 000 m² y el paisaje de los alrededores fue diseñado para crear un entorno sostenible que fomentara un cambio en la ideología social, haciendo que la sostenibilidad resulte más atractiva y permitiendo a los ciudadanos participar en actividades sociales como programas culinarios locales o jardines comunitarios.
El edificio es un escaparate de las tecnologías de construcción sostenible. En el centro de todo ello está un sistema de gestión de edificios y la infraestructura KNX. Los dispositivos de control del edificio, incluidos los de iluminación, ventanas, persianas y calefacción, están conectados entre sí mediante el protocolo KNX. El edificio tiene más de dos mil quinientos dispositivos conectados a KNX.